# 9988 Erictemplebell
9988 Erictemplebell è un asteroide della fascia principale. Scoperto nel 1997, presenta un'orbita caratterizzata da un semiasse maggiore pari a 2,8985898 UA e da un'eccentricità di 0,0203491, inclinata di 1,86119° rispetto all'eclittica.
L'asteroide è dedicato al matematico e scrittore scozzese Eric Temple Bell.